# 東京書道教育会
東京書道教育会（とうきょうしょどうきょういくかい）はペン字・書道教育の普及を目的として設立された団体。本部所在地は東京都渋谷区千駄ヶ谷。最寄駅は副都心線北参道駅。

## 概要
1918年（大正7年）に、ペン字・書道の通信教育団体として発足。
東京・大阪に教室として東京書芸学園を運営。
書道展の開催。
各種通信講座を運営。
2012年（平成24年）現在、株式会社水晶院の東京書道教育会事業部として運営。
代表取締役社長 田中利昭。

## 指導方針
学びたい人全てに美しい書き文字を広めるという目的。
書写技能検定に準拠した学習内容を採用。
固定的な流派は認められず、基礎教育を主眼とした故續木湖山の教育方針を踏襲した指導方針。

## 沿革
- 1918年（大正7年）　ペン習字・書道の通信教育団体として東京神田駿河台に創立
- 1947年（昭和22年）　東京ペン字教育会発足
- 1960年（昭和35年）　東京書道教育会発足
- 1961年（昭和36年）　渋谷区代々木に移転
- 1961年（昭和36年）　「筆心」創刊
- 1964年（昭和39年）　東京書芸学園　東京校開校
- 1975年（昭和50年）　「筆心ジュニア版」(児童向け会員誌)創刊
- 1981年（昭和56年）　全国書道師範連盟発足
- 2000年（平成12年）　東京書芸学園　大阪校開校
- 2004年（平成16年）　渋谷区千駄ヶ谷に移転
- 2006年（平成18年）　電子辞書（「筆順大字典」搭載）発売
- 2008年（平成20年）　創立90周年記念大会を明治神宮「参集殿」にて開催
- 2010年（平成22年）　「筆心」と「筆心ジュニア版」を合本し誌上一貫教育の開始

## 活動内容
- 各種通信教育講座の開設・運営
- 通学部　東京書芸学園（東京校・大阪校）の運営
- 講師派遣による外部出張指導
- 月刊競書誌『筆心』一般版・ジュニア版（幼年から中学生まで）の編集発行
- 各書道展の開催、作品集発行
- 書道・ペン習字学習のための字典・辞書の発行
- オリジナル教材の開発（ボールペン・筆などの用具や各種和文化用品）

## 講師陣

### 名誉会長
- 續木湖山

### 名誉顧問
- 加藤僖一

### 常務理事
- 大房鐵陽
- 野口元大

### 理事
- 花田龍渓
- 田上翠風
- 植竹湘英
- 井谷五雲
- 園田愛山（注記 1）
- 大島栄泉
- 臼井南風
- 村上龍生（注記 1）

### 顧問
- 吉田佳石
- 中森華光（注記 1）
- 福田碧泉
- 新倉承邨
- 鈴木景翔
- 依田草栄（注記 1）

### 講師
- 村山元信
- 池長汀舟
- 市川玲子
- 一楽蒼秀
- 大岡南悠
- 太田恭子
- 神南鈴花
- 北畠康成
- 木村明湖（注記 1）
- 島田東風
- 関良法
- 竹中翠華
- 谷端啓舟
- 田村翠園
- 納谷苔園
- 濱田幸苑
- 福井紫光
- 福田紅苑
- 藤岡志龍
- 松本綾友
- 吉野扇丘（注記 1）
- 丹羽蒼處
- 井澤煌雲
- 真弓幹子

（注記 1）財団法人日本書写技能検定協会審査員

## 所在地
- 事務局・東京書芸学園東京校　東京都渋谷区千駄ヶ谷4丁目2番12号　菱化代々木ビル3階
- 東京書芸学園大阪校　大阪府大阪市福島区福島6丁目2番6号　大阪安藤ビル1階